# 輕聲密語
《輕聲密語》是日本漫畫家池田学志的日本漫畫作品。2007年3月開始連載。單行本全9冊，有超過15萬冊的銷量。台灣則由尖端出版發行。電視動畫版2009年10月起在東京電視台播出。

## 故事簡介
就讀梅枝高中的優等生主角「純夏」，喜歡上自己的同學「汐」，雖然汐本身也是喜歡女生，但卻沒有查覺純夏的心情。
一段青澀的青春校園物語。

## 登場人物

### 主要人物
村雨純夏（聲優：高垣彩陽）
本作的主人公，身高175cm的少女，不但成績優秀，並且運動神經超群，是班上的委員長。不擅長家事，曾經讓鍋子爆炸而叫了消防車。有「暴刀村雨」的外號。因為汐喜歡可愛的女孩子而以「因為不可愛」的理由放棄空手道，後來又因為轉學生夏綠蒂而又重新回到道場。
風間汐（聲優：高本惠）
一個自稱「只喜歡可愛的女孩子」的少女，和小說家的哥哥同住。是學校的圖書委員，家中大半的地方都堆滿了書籍。

### 梅枝高中
鳥追清梨（聲優：加藤英美里）
通稱「小清梨」，很喜歡吃東西的少女。社團是吹奏部。
朱宮正樹（聲優：清水彩香）
班上的副委員長，對純夏一見鍾情，因為純夏喜歡的是女生而打扮成女裝。然而又因為被妹妹萬奈歌看到，照片被寄到雜誌社而成為讀者模特兒。以藝名「山崎明美」為藝名在少女流行雜誌中登場，身高比純夏矮小。在成立女子部其間因人數不足（至少5人）而被逼成為會員，只有村雨和正樹的妹妹得知他的身份。
蓮賀朋繪（聲優：原田瞳）
放學後在教室接吻被純夏和汐看見的情侶（另一人為當麻宮子）之一。主張建立女子部（據本人說是「屬於女孩子，由女孩子組成，為了女孩子而設立的社團」，當純夏問到為什麼一定要組社團時，她的理由是「說到高中生當然就是社團啊」），但是以同好會的名義提出申請時就被駁回了。擅長游泳和跳水，比純夏還要強，休學了兩年（純夏猜測可能跟是運動有關的留學），所以現在是18歲。行為成熟大膽，曾當眾與蒼井梓接吻。
當麻宮子（聲優：齋藤千和）
放學後在教室接吻被純夏和汐看見的情侶（另一人為蓮賀朋繪）之一。被人稱做「宮子公主」在男生裡很有人氣。
蒼井梓（聲優：牧口真幸）
風間汐的小說家哥哥風間範夫的粉絲，幻想與織野真沙香（筆名）談戀愛，曾經製作過同人誌，並且跟純夏在同人誌販售會擺攤。家裡開酒行。
夏綠蒂·孟喬森
通稱蘿蒂，是來自德國的留學生。穿著與梅枝高中校服不同的中山裝上學，理由是「因為這是大和魂！」。
藤戶米娜
女子足球部員。
錢形平
純夏的同班同學。推理社社員。
綿村
純夏的同班同學。推理社社員。平時會將頭髮以髮圈往後固定，頭髮放下來時是個令人驚艷的美少女。
蟬丸真由
主人公們的後輩。與戀乃為青梅竹馬。個性較為嚴肅，但實際上很怕寂寞。十分憧憬純夏，但這份心情卻漸漸變成了「戀愛」的喜歡。
每天早上都特地搭電車到戀乃家再一起坐公車上學。
有學過空手道的經歷，曾在道館練了兩年，之後又在極北流練了兩年。
松原戀乃
主人公們的後輩。與真由為青梅竹馬。喜歡真由。

### 其他
村雨天海（聲優：大川透）
主人公村雨純夏的父親，經營「極北空手道村雨道場」。
早澄野江（聲優：前田愛）
純夏家的女幫傭，雖然才任職三年，卻意外的有純夏小時後睡不著吵著要她陪伴的照片（合成）。
風間範夫（聲優：羽多野涉）
風間汐的小說家哥哥，筆名織野 真沙香，原因大概是把風間 範夫倒過來唸。
朱宮萬奈歌（聲優：竹達彩奈）
正樹的妹妹，喜歡把哥哥裝扮成女裝。
矢橋竹美
將純夏視為空手道上的勁敵。去年奪得空手道冠軍，但認為是因為純夏沒有參加比賽的關係，自己才能得到冠軍。

## 單行本
| 卷數 | Media Factory  | Media Factory          | 尖端出版       | 尖端出版          |
| 卷數 | 初版發售日期   | ISBN                   | 初版發售日期   | EAN               |
| ---- | -------------- | ---------------------- | -------------- | ----------------- |
| 1    | 2007年12月22日 | ISBN 978-4-8401-1978-8 | 2008年7月23日  | EAN 4717702219710 |
| 2    | 2008年4月23日  | ISBN 978-4-8401-2219-1 | 2008年11月14日 | EAN 4717702222635 |
| 3    | 2008年9月22日  | ISBN 978-4-8401-2270-2 | 2009年11月17日 | EAN 4717702226053 |
| 4    | 2009年3月23日  | ISBN 978-4-8401-2550-5 | 2010年7月23日  | EAN 4717702231972 |
| 5    | 2009年9月23日  | ISBN 978-4-8401-2916-9 | 2012年1月1日   | EAN 4717702231989 |
| 6    | 2010年3月23日  | ISBN 978-4-8401-3303-6 | 2012年3月20日  | EAN 4717702246921 |
| 7    | 2010年10月23日 | ISBN 978-4-8401-3386-9 | 2013年1月22日  | EAN 4717702246938 |
| 8    | 2011年2月23日  | ISBN 978-4-8401-3753-9 | 2013年2月28日  | EAN 4717702246945 |
| 9    | 2012年1月23日  | ISBN 978-4-8401-4095-9 | 2013年3月21日  | EAN 4717702246952 |

## 電視動畫
2009年10月開始，在東京電視台、愛知電視台、大阪電視台以及AT-X播放。

### 製作人員
- 導演：菅沼榮治
- 脚本：倉田英之
- 角色設定：豬股雅美
- 總作畫監督：豬股雅美
- 美術監督：涉谷幸弘
- 美術設定：反田誠二
- 色彩設定：松山愛子
- 編集：宇都宮正記
- 音響監督：岩浪美和
- 視覺效果：津田涼介
- 音樂：蓮實重臣
- 音樂制作：flyingDOG
- 製作人：古沼思、小山倫良、伊藤将生
- 動畫制作：AIC
- 製作：梅枝高校女子部

### 主題曲
片頭曲
作詞：清浦夏實，作曲、編曲：，歌：清浦夏實
於第十三話作插入曲使用。
片尾曲
作詞、作曲：佐佐倉有吾，編曲：山本隆二，歌：清浦夏實
插曲
「J・O・S・H・I・B・U」（第4話、第11話）
作詞、作曲、編曲：蓮実重臣，歌：梅枝高校女子合唱部
（第8話、第10話）
作曲，編曲，演奏：窪田ミナ
（第9話）
作詞：西直紀，作曲、編曲：，歌：清浦夏實

### 各話標題
| 話數              | 標題                                         | 劇本     | 分鏡            | 演出              | 作畫監督                                                          |
| ----------------- | -------------------------------------------- | -------- | --------------- | ----------------- | ----------------------------------------------------------------- |
| その一 其之一     | ささめきこと 輕聲密語                        | 倉田英之 | 菅沼栄治        | 高島大輔          | 猪股雅美 梶山浩志（補佐） 岩田竜治（補佐）                        |
| その二 其之二     | かわいいひとたち 可愛的人們                  | 倉田英之 | 伊藤真朱        | 岩田幸大          | 山田裕子 サトウミチオ（補佐） 石井ゆみ子（補佐） 岩田竜治（補佐） |
| その三 其之三     | ファーストキス 初吻                          | 倉田英之 | 菅沼栄治 土屋日 | 荒井省吾          | 山岸正和                                                          |
| その四 其之四     | 4+1                                          | 倉田英之 | 菅沼栄治 土屋日 | 野上和男          | 桝井一平                                                          |
| その五 其之五     | friends                                      | 倉田英之 | 森脇真琴        | 森脇真琴          | 小泉初栄                                                          |
| その六 其之六     | 二人の夜 兩人的夜晚                          | 倉田英之 | 中山洋          | 高島大輔          | 澤田譲治 サトウミチオ（補佐） 川村幸祐（補佐）                    |
| その七 其之七     | 少年少女                                     | 倉田英之 | 宮崎なぎさ      | 宮崎なぎさ        | 斉藤美香 石井ゆみ子（補佐）                                       |
| その八 其之八     | Ripple                                       | 倉田英之 | 稲垣隆行        | 神戸洋行          | 谷拓也                                                            |
| その九 其之九     | ひまわりの君 你是向日葵                      | 倉田英之 | 土屋日          | のがみかずお      | 桝井一平                                                          |
| その十 其之十     | ハプニング・イン・サマー Happening in Summer | 倉田英之 | 森脇真琴        | 森脇真琴          | 小泉初栄                                                          |
| その十一 其之十一 | なんでもない 甚麼都沒有                      | 倉田英之 | あおきえい      | 岩田幸大          | 合田浩章                                                          |
| その十二 其之十二 | 雨を見たかい 看到雨了嗎?                     | 倉田英之 | 中山岳洋        | 荒井省吾          | 亀谷響子 山岸正和 飯飼一幸（補佐）                                |
| その十三 其之十三 | CALLING YOU                                  | 倉田英之 | 菅沼栄治        | 高島大輔 菅沼栄治 | サトウミチオ 谷拓也 澤田譲治 小泉初栄                             |

### 播放電視台
日本深夜動畫：下文記載的日本国内播放時間使用日本標準時間（UTC+9）表示。因為部分時間标识會採用30小时制，因此請留意这类超过24:00的时间，其實際播放時間為翌日清晨。
| 放送地域   | 放送局     | 放送期間                       | 放送日時                                |
| ---------- | ---------- | ------------------------------ | --------------------------------------- |
| 關東廣域圈 | 東京電視台 | 2009年10月7日 - 2009年12月30日 | 星期三 26時20分 - 26時50分              |
| 愛知縣     | 愛知電視台 | 2009年10月7日 - 2009年12月30日 | 星期三 26時58分 - 27時28分              |
| 大阪府     | 大阪電視台 | 2009年10月9日 - 2010年1月8日   | 星期五 27時35分 - 28時05分              |
| 日本全域   | AT-X       | 2009年10月15日 - 2010年1月7日  | 星期六 11時00分 - 11時30分 （設有重播） |

| 東京電視台 星期三26:20节目 | 東京電視台 星期三26:20节目 | 東京電視台 星期三26:20节目 |
| -------------------------- | -------------------------- | -------------------------- |
|                            | 輕聲密語                   |                            |
| 死化粧師                   | 笨蛋，測驗，召喚獸         |                            |

## 網路電台
網路電台節目全18回於2009年9月至2010年2月星期三的HiBiKi Radio Station發布，2010年1月起每月2回。
主持人
- 高垣彩陽（村雨純夏聲優）
- 高本めぐみ（風間汐聲優）

嘉賓
- #11 清水彩香（朱宮正樹聲優）

## 外部連結
- Media Factory漫畫一覽 （页面存档备份，存于） （日語）
- 電視動畫官方網頁 （页面存档备份，存于） （日語）
  - 彩陽・めぐみのささめきらじお （页面存档备份，存于） （日語）
- 東京電視台動畫官方網頁 （页面存档备份，存于） （日語）
- （日語）